# جوانا فيشر
جوانا فيشر (بالإنجليزية: Joanna Fisher)‏ هي فارسة ‏ وموسيقية ومقدمة تلفزيونية وكاتِبة بريطانية، ولدت في 18 مارس 1975 في هامبستاد في المملكة المتحدة.